# (17907) Danielgude
(17907) Danielgude est un astéroïde de la ceinture principale.

## Description
(17907) Danielgude est un astéroïde de la ceinture principale. Il fut découvert le 19 mars 1999 à Socorro (Nouveau-Mexique) par le projet LINEAR. Il présente une orbite caractérisée par un demi-grand axe de 2,54 UA, une excentricité de 0,14 et une inclinaison de 5,1° par rapport à l'écliptique.

## Compléments